# ガッリーポリ
ガッリーポリ（イタリア語: Gallipoli）は、イタリア共和国プッリャ州レッチェ県にある都市で、その周辺地域を含む人口約2万人の基礎自治体（コムーネ）。
サレント半島西岸の島に築かれた城塞都市が旧市街地である。日本語文献ではガリポリとも表記される。

## 地理

### 位置・広がり
レッチェ県西部に位置するコムーネで、イオニア海（ターラント湾）に面する。ガッリーポリの街は、県都レッチェの南南西約36km、ターラントの南東約78km、州都バーリの南東約151kmにある。

#### 隣接コムーネ
- アレーツィオ
- ガラトーネ
- マティーノ
- サンニコーラ
- タヴィアーノ

## 行政

### 分離集落
ガッリーポリには、以下の分離集落（フラツィオーネ）がある。
- Baia Verde, Lido Conchiglie, Rivabella, Torre del Pizzo, Lido San Giovanni

## 姉妹都市
- モンファルコーネ （イタリア・ゴリツィア県）